# Vườn quốc gia Perito Moreno
Vườn quốc gia Perito Moreno  (Tây Ban Nha: Parque Nacional Perito Moreno) là một vườn quốc gia nằm ở khu vực phía tây của tỉnh Santa Cruz, Argentina, trên khu vực biên giới với Chile. Nó có diện tích 115.000 ha bao gồm các ngọn núi và thung lũng ở độ cao 900 mét so với mực nước biển.
Được thành lập vào năm 1937, đây là một trong những vườn quốc gia lâu đời nhất ở Argentina. Nó được đặt theo tên của nhà thám hiểm Francisco Moreno.

## Địa lý
Nằm ở độ cao khoảng 900 mét so với mực nước biển, tại đây có một loạt các dãy núi đi ngang qua từ đông sang tây và từ bắc xuống nam với nhiều thung lũng. Đỉnh cao nhất trong vườn quốc gia là đỉnh Heros ở độ cao 2.770 mét. Gần đó, nhưng bên ngoài ranh giới của vườn quốc gia là đỉnh núi hùng vĩ Monte San Lorenzo cao 3.707 mét  thường được bao phủ bởi những đám mây. Về phía bắc của hồ Belgrano là đỉnh Leon cao 1.380 mét và phía đông của hồ là Gorra de Vasco (đỉnh Basque) cao 1.140 mét.
Do ảnh hưởng từ vĩ độ và độ cao nên tuyết bao phủ các ngọn núi gần như là quanh năm, với nhiệt độ dưới 0 °C. Các khu vực khác, trong những tháng mùa hè cũng hiếm khi đạt trên 15 °C. Từ vùng núi đến những thảo nguyên, tuyết rơi là phổ biến. 

## Động thực vật
Trong số 24 loài động vật có vú được tìm thấy trong vườn quốc gia thì loài kỳ lạ nhất và có nguy cơ tuyệt chủng là loài Mèo Pampas. Các loài khác bao gồm Lạc đà thảo nguyên lớn, Báo sư tử, Linh miêu, Lửng cáo Nam Mỹ, Pichi, Chồn sương, Chồn hôi, Ctenomys và Nai Nam Andes.
Tại đây có 150 loài chim đã được ghi nhận, trong đó phải kể đến Cắt lớn, Chim lặn trắng (một loài cực kỳ nguy cấp), Hồng hạc, Ngỗng Andes, Podiceps, và một số loài vịt, ưng và đại bàng.